# Tiefurter Allee

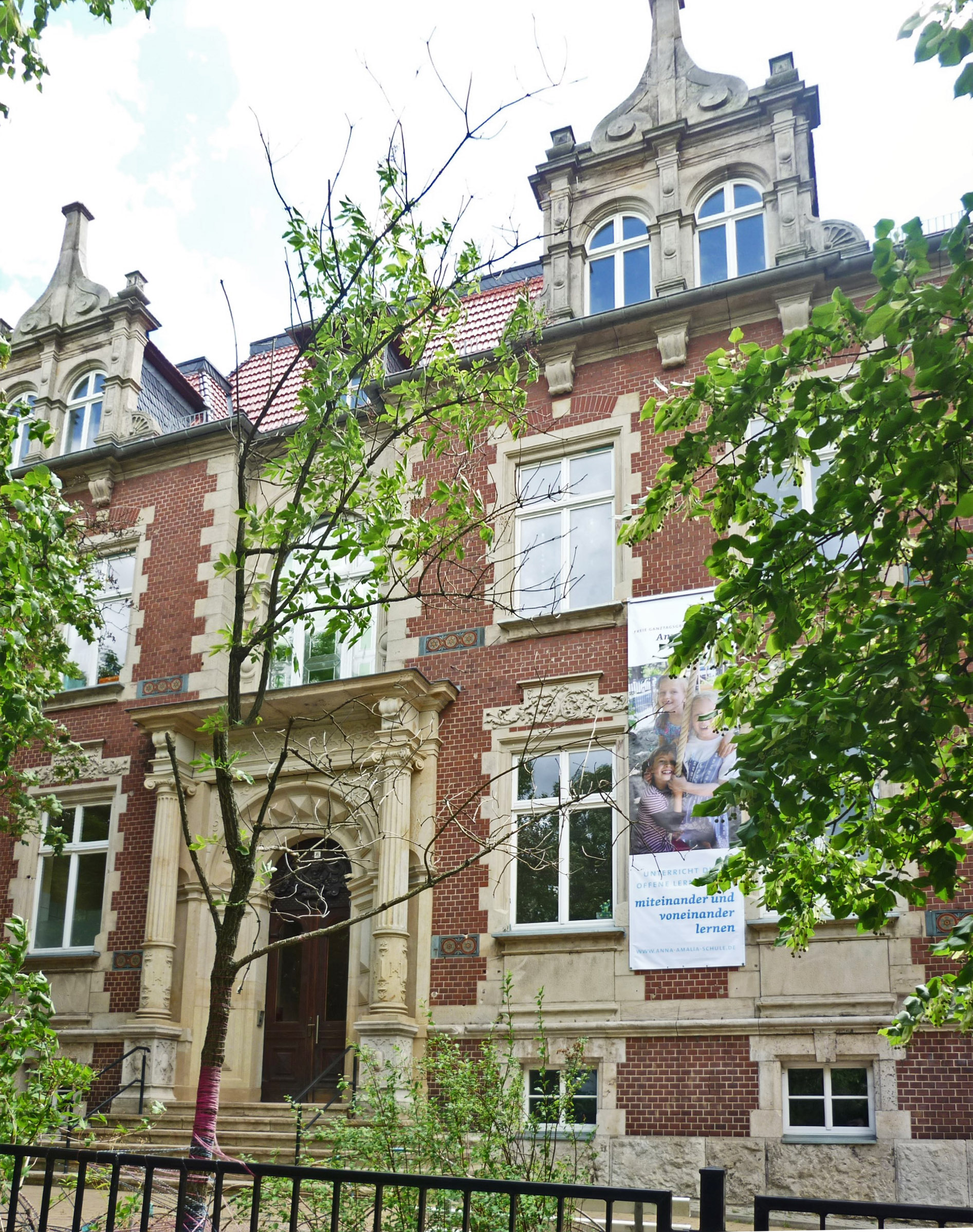
Tiefurter Allee 6

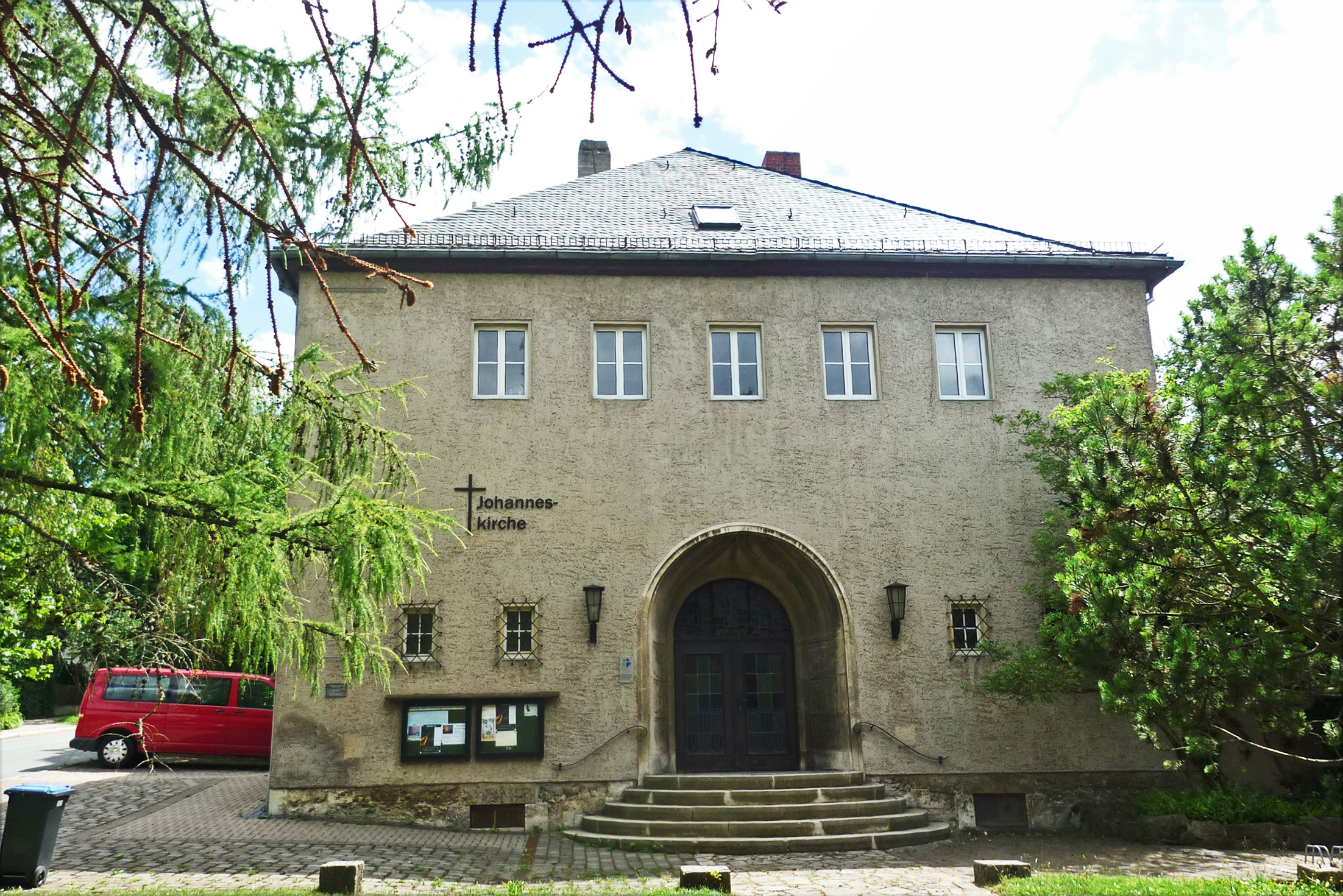
Johanneskirche in der Tiefurter Allee 2 c

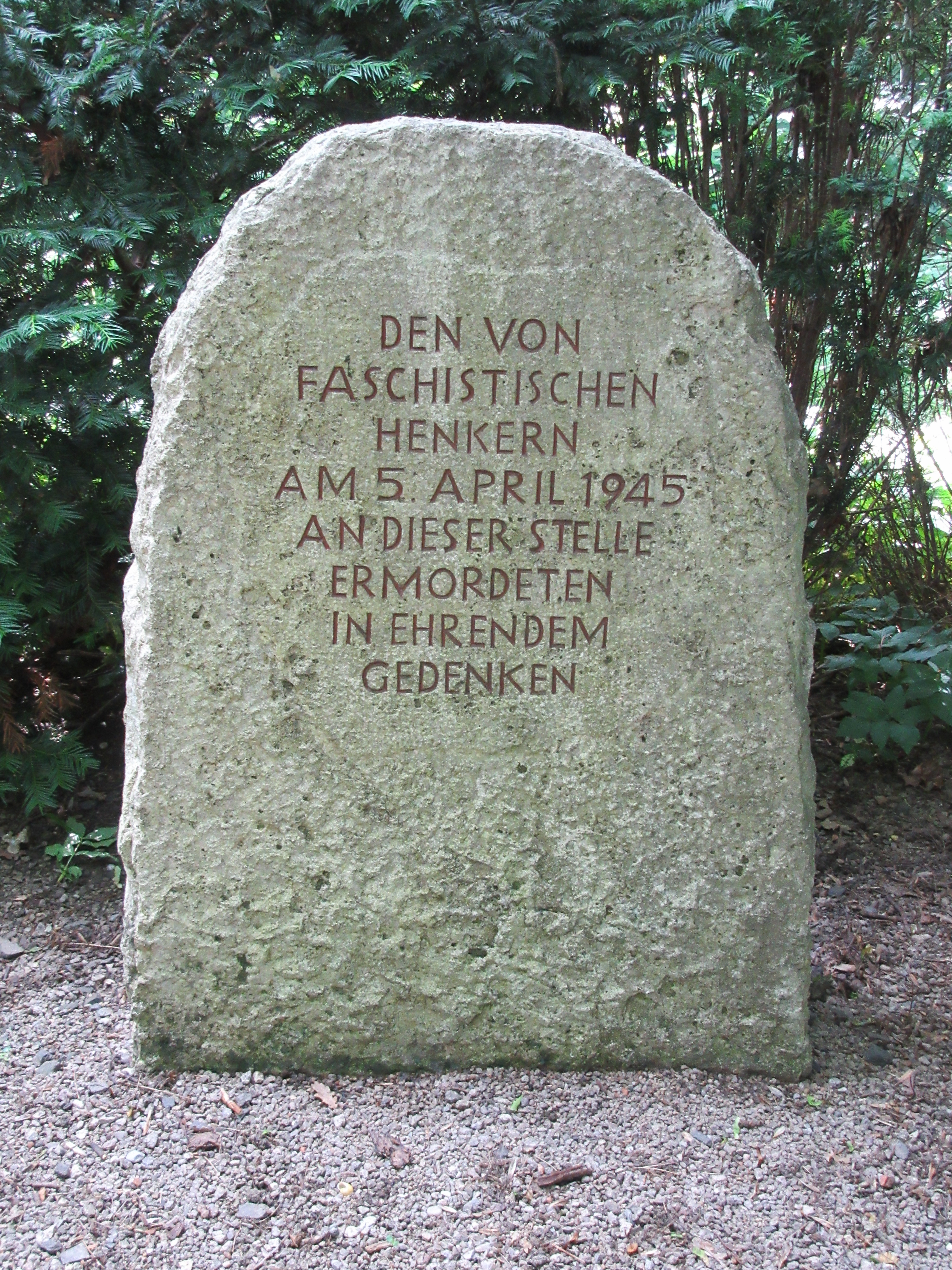
Gedenkstein für die Opfer der Endphaseverbrechen im Webicht

Die Tiefurter Allee führt von der Weimarer Jenaer Straße am Webicht vorbei nach Tiefurt, wo sie etwas nach dem Gedenkstein für die Endphaseverbrechen im Webicht und als Robert-Blum-Straße weiterläuft. Die Tiefurter Allee ist vor den Bahnschienen die westliche Begrenzung der Parkvorstadt bzw. der Gartenstadtsiedlung Großmutter. Sie ist eine Verbindungsstraße. Eine Zweigstraße der Tiefurter Allee führt zum Heinrich-Gentz-Platz, wo sich das Schießhaus befindet, welches 1803 von dem Architekten Heinrich Gentz entworfen wurde.
Am Ortsausgang steht ein Gedenkstein für die Endphaseverbrechen, die im Webicht begangen wurden. Gleich zwei Gebäude der Tiefurter Allee sind es, welche in der ZDF-Reihe Böse Bauten besprochen wurden. Das ist die Johanneskirche und das von der Hofschauspielerin Marie Seebach einst gestiftete Marie-Seebach-Stift, das während der NS-Zeit Emma-Göring-Stift hieß.
Die geraden Hausnummern der Tiefurter Allee stehen auf der Liste der Kulturdenkmale in Weimar (Sachgesamtheiten und Ensembles). In der Tiefurter Allee 6 befindet sich das Gebäude der einstigen russischen Gesandtschaft, welches 1887 durch Karl Vent errichtet wurde.